# Torre del Fonollar
La Torre del Fonollar és una obra del municipi de Sant Boi de Llobregat (Baix Llobregat) declarada bé cultural d'interès nacional.

## Descripció
La Torre de la Vila o del Fonollar és, actualment, un conjunt format per un cos principal de planta baixa, primer pis i golfes. La seva planta té forma de "L", tancada pel pati a l'angle E. A l'est de la casa hi ha un potent mur d'opus spicatum. El materials constructius són Llicorella i quars. Al costat de les restes encara és visible el traçat d'un antic camí excavat a la roca.

## Història
La torre del Fonollar és documentada l'any 1159. Era una torre isolada que pertanyia al sistema defensiu del castell d'Eramprunyà i servia per vigilar i protegir una zona de cultius i un important enclavament estratègic que controla l'antic camí de València.
El 1325 pertanyia als Bertran de Seva i per línia familiar passà als Castellet i als Clariana. L'any 1581 pertanyia a Joan de Soler, el qual vengué la torre i la quadra de Fonollar als jurats de la universitat de Sant Boi, però després de la mort d'aquest la família recuperà la possessió. Posteriorment va pertànyer als Fiveller i als Amigant, que el 1857 s'anomenaven comtes del Fonollar. Les que s'hi realitzaren les dècades de 1970 i 1980 van desvirtuar notablement el conjunt històric.
Durant els anys 1992 i 1996 s'hi van realitzar diverses intervencions arqueològiques, documentant-se en la primera d'elles un mur d'opus spicatum altmedieval amb un altre mur associat a ell i diverses estructures modernes, i tres sitges a la segona. En aquesta darrera també es va fer una anàlisi arquitectònica detectant-se quatre fases constructives però sense poder fer una assignació cronològica. Les obres de rehabilitació portades a terme l'any 2009 van permetre documentar, gràcies a la remodelació dels arrebossats exteriors de les façanes, una sèrie de paraments amb cronologies que van des del segle xi fins al XX.